# Ce plaisir qu'on dit charnel
Pour plus de détails, voir Fiche technique et Distribution.
Ce plaisir qu'on dit charnel (Carnal Knowledge) est un film américain réalisé par Mike Nichols et sorti en 1971.
Cette comédie douce-amère retrace la quête amoureuse de deux amis, Sandy et Jonathan, depuis la faculté dans les années 1950 jusqu'à leur âge mûr dans les années 1970. Pour son interprétation, Ann-Margret décroche une nomination aux Oscars dans la catégorie meilleure actrice dans un second rôle.

## Synopsis
Sandy et Jonathan sont deux amis ayant étudié ensemble au Amherst College dans les années 1950. Ils n'ont pas du tout la même vision des femmes. Sandy idolâtre les femmes, tandis que Jonathan les voit comme des rivales et des objectifs à conquérir. Ils peinent tous les deux à maintenir leurs relations avec le sexe opposé. Au cours des deux décennies suivantes, la relation entre Sandy et Jonathan évolue. Leurs vies prennent des chemins différents : l'un se marie, l'autre est un coureur invétéré. Ils se demandent, en vieillissant, qui des deux a le mieux réussi sa vie.

## Fiche technique
Sauf indication contraire, les informations mentionnées dans cette section peuvent être confirmées par la base de données cinématographiques IMDb,  présente dans la section « Liens externes ».
- Titre français : Ce plaisir qu'on dit charnel
- Titre original : Carnal Knowledge
- Réalisation : Mike Nichols
- Scénario : Jules Feiffer
- Direction artistique : Robert Luthardt
- Décors : Richard Sylbert
- Costumes : Anthea Sylbert
- Photographie : Giuseppe Rotunno
- Montage : Sam O'Steen
- Production : Mike Nichols

Producteur délégué : Joseph E. Levine
Producteur associé : Clive Reed
- Société de production : AVCO Embassy Pictures
- Sociétés de distribution : AVCO Embassy Pictures (États-Unis), Metro-Goldwyn-Mayer (France)
- Budget : 5 millions de dollars
- Pays de production :  États-Unis
- Langue originale : anglais
- Format : couleur
- Genre : comédie dramatique et romantique
- Durée : 97 minutes
- Dates de sortie[1] :
  - États-Unis : 30 juin 1971
  - France : 23 février 1972
- Classification[2] :
  - États-Unis : R
  - France : interdit aux moins de 13 ans (en salles)

## Distribution
- Jack Nicholson (VF : Bernard Tiphaine) : Jonathan Fuerst
- Candice Bergen : Susan
- Ann-Margret : Bobbie
- Art Garfunkel : Sandy
- Rita Moreno : Louise
- Cynthia O'Neal : Cindy
- Carol Kane : Jennifer